# 朱麟征
朱麟征，江苏宜兴人，清朝政治人物。举人出身。
嘉庆八年（1803年），擔任清朝廣州府新安縣知縣。后由田文燾接任。